# Apparitions mariales de Garabandal
Les apparitions mariales de Garabandal sont des apparitions de la Vierge Marie qui auraient eu lieu dans le village espagnol de San Sebastián de Garabandal en Cantabrie entre 1961 et 1965.
Les enquêtes canoniques menées par l'Église catholique et les multiples déclarations des différents évêques successifs de Santander ont toutes conclu qu'il n'était pas possible de parler de phénomènes surnaturels. 
Une nouvelle enquête, menée en 1988 par l'évêque José Vilaplana Blasco a confirmé la position de l’Église : non constat de supernaturalitate tout en laissant cependant la porte ouverte à un réexamen si des éléments nouveaux étaient apportés. 
Malgré la non-reconnaissance par l'Église des apparitions, de nombreux fidèles continuent de croire à leur véracité et à se rendre à Garabandal.

## Les apparitions
Quatre jeune filles, María Dolores Mazón (dite Mari-Loli), María Conceptón González (dite Conchita), Jacinta González et María Cruz Gonzalez (dite Mari Cruz), prétendent avoir vu la Vierge Marie qui leur serait apparue sous l'aspect de Notre-Dame du Mont-Carmel,.
Ces apparitions mariales auraient été précédées entre le 18 juin 1961 et le 1er juillet par huit apparitions de l'archange Michel qui aurait annoncé le dernier jour une apparition de la Vierge pour le lendemain. La Vierge serait apparue du 2 juillet 1961 au 13 novembre 1965 environ 2 000 fois,,. Les extases des quatre voyantes ont été vues, photographiées et filmées par de nombreux témoins. Lors de ces extases, de nombreux événements spectaculaires ont eu lieu : les chutes violentes des voyantes en avant sur les genoux contre des pierres sans la présence de blessures, des déplacements en marche arrière tête en l'air très rapides, de légères lévitations, l'impossibilité de soulever les voyantes ou encore dans la nuit du 19 juillet 1962 l'apparition d'une hostie dans la bouche de Conchita qui aurait été vue et photographiée par de nombreux témoins,.
Ces apparitions sont les premières à avoir été fortement médiatisées : elles ont rassemblé des foules importantes, dont des médecins et des prêtres : onze étaient présents lors de la première apparition. Des photographies, des films amateurs ainsi que des reportages de la télévision nationale ont été réalisés durant les supposées apparitions. Ces événements se sont déroulés dans une « ambiance d'exaltation religieuse mêlée de curiosité et d'attente du spectaculaire », nourrie par de nombreux phénomènes extraordinaires et des messages prophétiques sur la fin des temps qui ont marqué les esprits.

## Message spirituel

### Messages de la Vierge
La Vierge aurait donné deux messages aux voyantes :
- le premier, donné le 4 juillet 1961, est révélé par les voyantes le 18 octobre 1961 : « Il faut faire beaucoup de sacrifices, beaucoup de pénitence, visiter le Saint-Sacrement ; mais avant tout nous devons être vertueux, et si nous ne le faisons pas, il nous viendra un châtiment. Déjà la coupe est en train de se remplir, et si nous ne changeons pas, il nous viendra un châtiment très grand »[6].
- le second message, donné à Conchita le 18 juin 1965 est rendu public le lendemain : « L'ange a dit : Puisqu'on n'a pas accompli et que l'on n'a pas fait connaître au monde mon message du 18, je vous dirai que celui-ci est le dernier. Avant la coupe était en train de se remplir, voici maintenant qu'elle déborde. Beaucoup de cardinaux, d'évêques et de prêtres s'engagent sur le chemin de perdition, entraînant avec eux un grand nombre d'âmes. L'Eucharistie est chaque jour plus maltraitée. Nous devons tout faire pour écarter de nous la colère de Dieu. Si vous lui demandez pardon, dans la sincérité de vos âmes, Il vous pardonnera. Moi, votre Mère, par l'intercession de l'ange saint Michel, je viens vous dire de vous corriger. Vous êtes entrés dans les derniers avertissements. Je vous aime beaucoup, et je ne veux pas votre condamnation. Adressez-vous à Nous sincèrement, et Nous vous exaucerons. Il faut vous sacrifier davantage. Pensez à la Passion du Christ »[6],[4],[7].

Joachim Bouflet et Philippe Boutry considèrent que « les fillettes [sont] guidées selon une pédagogie maternelle permanente : les apparitions, quotidiennes constituent une catéchèse adaptée au contexte. Les communications verbales sont sobres ». Les auteurs ajoutent que « la teneur eschatologique des deux messages et les secrets gardés par les voyantes sont compensés par la dignité des faits, le caractère christocentrique des apparitions (l'accent est mis sur l'eucharistie et le sacrement de réconciliation) et par la structure novatrice du message global : un appel à la conversion générale ».
Juan Antonio Del Val, alors évêque de Santander, a déclaré que « le message de Garabandal est important » et « théologiquement correct ». Le 8 juillet 1965, il écrivait : « nous n'avons rien trouvé qui puisse faire l'objet d'une censure ecclésiastique et d'une condamnation ni dans la doctrine ni dans les recommandations spirituelles qui ont été divulguées comme adressées aux fidèles, car elles contiennent une exhortation à la prière, au sacrifice, à la dévotion eucharistique, au culte de Notre-Dame sous ses louables formes traditionnelles, et à la sainte crainte de Dieu, offensé par nos péchés ».

### Prophéties
La Vierge aurait annoncé des événements se déroulant en trois étapes :
- D'abord un avertissement qui sera « une chose venant directement de Dieu. Il sera visible par le monde entier, quel que soit l'endroit où l'on se trouvera... Il sera comme la révélation de nos péchés »[11].
- Puis un « Grand Miracle » : « il ne s'écoulera pas plus d'un an entre l'Avertissement et le Miracle ». Ce miracle aura lieu un jeudi à 20h30, le jour de la fête d'un saint martyr. Il sera visible à Garabandal et dans les montagnes qui entourent le village. Le miracle durera entre 10 minutes et un quart d'heure, il en restera sur les lieux un signe en lui-même miraculeux[11].
- Après ce miracle, si le monde ne se convertit pas, il y aura un grand châtiment. Une des voyantes l'a ainsi décrit : « c'était horrible à voir. Nous étions absolument épouvantées... Je ne trouve pas de mots pour l'expliquer. Nous voyions l'eau des rivières se changer en sang.. Du feu qui tombait du ciel ... Et quelque chose de pire encore que je ne peux révéler pour le moment »[11].

Conchita aurait également eu la révélation que la fin des temps commencerait après le troisième successeur de Jean XXIII,,. Elle a annoncé, en mars 1964, à Joey Lomangino, un aveugle américain proche de Garabandal, « qu'il recouvrera[it] la vue le jour du Grand Miracle ». Celui-ci est mort le 18 juin 2014 sans avoir recouvré la vue[réf. nécessaire].

## Position de l'Église catholique

### Premières enquêtes
Dès les premières semaines, une commission d'enquête est constituée avec des prêtres[évasif], un psychiatre et un photographe[pourquoi ?]. La première déclaration officielle est faite le 29 août 1961, soit deux mois après le début des événements. L'administrateur du diocèse[Qui ?] déclare : « À l'examen du dossier qui nous a été présenté, nous croyons prématuré d'émettre un jugement définitif sur la nature des phénomènes en question. Rien, jusqu'à présent, ne nous oblige à affirmer leur caractère surnaturel ». Le 7 octobre 1962, Beita Aldazabal, évêque de Santander, rend publiques les conclusions du rapport de la commission d'enquête : les « phénomènes manquent de tout signe de caractère surnaturel et ont une explication naturelle ». Les différents évêques de Santander reprendront cette formulation : « le caractère surnaturel n'apparaît pas dans les phénomènes qui ont été attentivement examinés »,,. « Tous les faits qui se sont produits dans ladite localité ont une explication naturelle »,,.
La Congrégation pour la doctrine de la foi confirme ce constat, en indiquant qu'« elle est parvenue à la conclusion que cette question avait déjà été examinée minutieusement et tranchée par [l'évêque], et que par conséquent il n'y a pas de raison pour que cette Sacrée Congrégation intervienne ». Ce soutien à la décision des différents évêques de Santander « seuls à avoir complète juridiction en cette affaire » est renouvelé à quatre reprises par la Congrégation pour la doctrine de la foi les 28 juillet 1965, 7 mars 1967, 10 mars 1969 et 21 avril 1970. 
La note de 1969 indique qu'« il est inutile que les défenseurs de Garabandal en appellent à une approbation du Saint-Siège contre les actions et les décisions de l'évêque de Santander en cette affaire. ». Elle met fin également à la rumeur persistante selon laquelle Conchita Gonzalez aurait rencontré au cours d'une audience privée le pape Paul VI : « Il est également faux d'affirmer que Paul VI ait accordé à Conchita Gonzalez une audience privée ou une bénédiction spéciale. Elle a effectivement reçu la bénédiction au cours d'une audience générale, mais ce serait falsifier la vérité que d'interpréter cela comme une approbation de Garabandal par le Pape ». La note de 1970 réfute une nouvelle fois ces rumeurs d'approbation papale : « (...) le Saint-Siège n'a jamais approuvé, même indirectement, le mouvement de Garabandal. Bien au contraire le Saint-Siège déplore le fait que certaines personnes et institutions persistent à répandre le mouvement,(...) »,,,.

### Nouvelle enquête
En 1977, l'évêque du lieu, Juan Antonio del Val Gallo, autorise cependant la célébration à Garabandal de messes par des prêtres étrangers au diocèse, à la condition que « les célébrations eucharistiques se déroulent dans l'église paroissiale du village, sans référence aux supposées apparitions », et avec l'accord du curé. Cette autorisation est toujours en vigueur,. Il rappelle que ses prédécesseurs n'ont pas reconnu le caractère surnaturel des événements. Sa décision ayant suscité des espoirs parmi les partisans des apparitions, il fait une mise au point l'année suivante : « La disponibilité de Mgr Del Val pour considérer tout événement relatif à San Sebastian de Garabandal ne signifie pas que l'évêque projette de réviser le procès sur les événements en question, qui a été conclu en son temps par cet évêché. ».
« En 1988, Mgr Vilaplana, évêque de Santander, fait de nouveau étudier les faits par une commission interdisciplinaire qui, reprenant l'expression le caractère surnaturel desdites apparitions n'appert point, nuance le jugement de ses prédécesseurs. [..] la Sacrée Congrégation pour la Doctrine de la Foi laisse la question ouverte », tout en reconnaissant le non constat de supernaturalitate établi par l'évêque du lieu à la suite de l'enquête précédente,. En 1992 le cardinal Ratzinger, alors préfet de la Congrégation pour la Doctrine de la foi, suggère à l’évêque de Santander de laisser le cas ouvert en tant que Non constat,, comme cela avait été établi dans les conclusions de l'enquête de l'évêque José Vilaplana Blasco clôturée en 1991,,. 
À ce jour, le caractère surnaturel des faits n’a pas été établi par l’Église, mais il n’est pas exclu qu’il le soit à l’avenir si une nouvelle étude des phénomènes est réalisée ou si des faits nouveaux interviennent,. L'historien Yves Chiron note qu'« qu'à ce jour, l'évêché de Santader n'a pas donné cette explication naturelle » des faits survenus à Garabandal.
En 2015, le nouvel évêque du lieu, Manuel Sanchez Monge écrit une lettre dans laquelle il rappelle que les déclarations de ses prédécesseurs sont claires et unanimes. Ne voulant faire aucune déclaration publique pour ne pas alimenter la publicité autour des prétendues apparitions, il demande au curé de Garabandal de ne pas faire mention des prétendues apparitions ni sur le site internet de la paroisse ni dans les célébrations.

## Postérité des apparitions

### Rétractations provisoires et pérennes des voyantes
Les adolescentes se sont rétractées devant le tribunal ecclésiastique en 1966. Elles ont déclaré à l'évêque, Vicente Puchol Montis, qu'il s'agissait à l'origine « d'un jeu d'enfant » mais que la pression sociale les avait poussées à mettre en scène des transes spectaculaires. En 1971, Conchita et Jacinta Gonzalez sont cependant revenues sur leurs rétractations. Dans un article, Yves Chiron indique cependant que la rétractation de voyants a déjà été observée dans d'autres faits apparitionnaires, comme par exemple à Pontmain. Ces rétractations et retours arrière des voyantes ont fait l'objet de publications,.
Mari-Cruz Gonzales lors d'une interview en 1984, a déclaré : « Je n'ai jamais vu la Vierge dans les pins ni tout autre personnage céleste. »,.  Selon elle, Conchita Gonzalez était l'instigatrice de la supercherie. De son côté, Mari-Loli Mazon est restée assez évasive à l'occasion d'une interview réalisée au début des années 1990 par le journaliste Michael Brown. Alors qu'il lui demandait si elle était certaine d'avoir vu la Vierge, elle a répondu : « Eh bien, je ne m'en souviens pas très bien et parfois, il me semble que c'est arrivé à quelqu'un d'autre. C'était il y a tellement longtemps. »,.

### Interprétations des apparitions
La coïncidence des apparitions et de leur cessation pendant le concile Vatican II, ainsi que les propos explicites[Lesquels ?] de la Vierge sur les ecclésiastiques, ont donné lieu à des interprétations qui rapprochent les deux événements. Ainsi des catholiques conservateurs, se sont appuyés sur ces apparitions pour mettre en garde contre les « dérives » du concile.[pas clair]
Des évêques[Lesquels ?] défendant les apparitions ont déclaré pour leur part y voir « l'expression d'une mariologie conforme aux exigences définies par le concile Vatican II ».

### Soutien apporté aux apparitions
Malgré l'absence de reconnaissance du caractère surnaturel des phénomènes par l'Église catholique, l'interdiction du culte et des pèlerinages et les rétractations des voyantes,, des fidèles convaincus de l'authenticité des apparitions continuent de venir du monde entier à Garabandal pour se recueillir,,. Parmi les soutiens des apparitions, on compte des personnalités telles qu'Esperanza Ridruejo, épouse de Jose Manuel Estela Stilianopoulos (en), ambassadeur des Philippines ou l'écrivain Mercedes Salisachs, mais également des religieux et ecclésiastiques de haut rang, comme Manuel Pio Lopez, évêque de Xalapa au Mexique qui a écrit au pape en 1966 pour défendre le message de Garabandal.

Sur le lieu des apparitions supposées a été construite une chapelle, avec une croix lumineuse, financée par des dons privés avec le soutien de personnalités comme l'écrivain Mercedes Salisachs et de quelques grandes fortunes catalanes. Le projet est de transformer Garabandal en centre de pèlerinage.

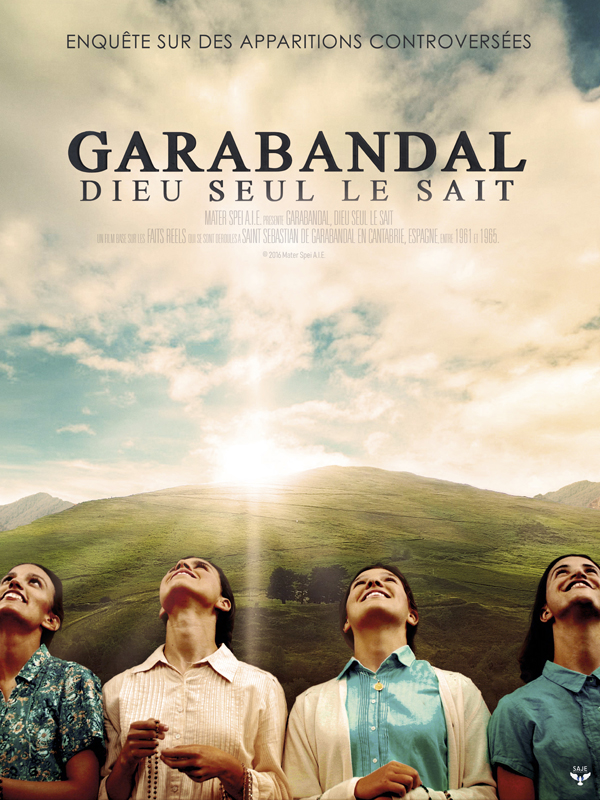
Affiche du film Garabandal, Dieu seul le sait (2020).

En août 1978, à Lourdes, s'est déroulé un congrès mondial d'études mariales sur Garabandal. Il a donné lieu à la publication d'un ouvrage en 1980.
En 2016, Perrine Le Querrec a publié un roman inspiré des événements de Garabandal.
En 2017, un prêtre espagnol, José Luis Saavedra, a soutenu sa thèse : « Marie de Garabandal. L’état actuel des “apparitions” à S. Sébastien de Garabandal entre 1961 et 1965 », à l’Université de Navarre (Pampelune, Espagne). L'université a validé son travail et lui a accordé le titre de docteur en théologie.
Un film intitulé Garabandal, Dieu seul le sait a été réalisé en 2017 en 27 jours « avec un esprit militant », par « un groupe de passionnés », avec des acteurs amateurs et le soutien de l'ancien ministre de l'Intérieur espagnol Jorge Fernández Díaz. Le film a été diffusé en 2018 en Espagne, et en France début 2020.